# Hermann Winkler
Pour les articles homonymes, voir Winkler.
Hermann Winkler, né le 22 avril 1963 à Grimma, est un homme politique allemand. Membre de l'Union chrétienne-démocrate d'Allemagne (CDU), il est député européen de 2009 à 2019.

## Biographie
Hermann Winkler est élu député européen lors des élections européennes de 2009 et réélu en 2014. Au Parlement européen, il siège au sein du groupe du Parti populaire européen.